# La Guadalupe, Ometepec
La Guadalupe är en ort i Mexiko.   Den ligger i kommunen Ometepec och delstaten Guerrero, i den sydöstra delen av landet, 300 km söder om huvudstaden Mexico City. La Guadalupe ligger 432 meter över havet och antalet invånare är 1 147.
Terrängen runt La Guadalupe är kuperad. Runt La Guadalupe är det ganska tätbefolkat, med 116 invånare per kvadratkilometer. Närmaste större samhälle är Ometepec, 15,5 km väster om La Guadalupe. Omgivningarna runt La Guadalupe är en mosaik av jordbruksmark och naturlig växtlighet.